# Lunner
Lunner là một đô thị ở hạt Oppland, Na Uy. Nó là một phần của khu vực truyền thống của Hadeland. Trung tâm hành chính của đô thị này là làng Roa. Lunner được thành lập khi nó được tách khỏi đô thị Jevnaker ngày 1 tháng 1 năm 1898. 
Đô thị (ban đầu là một giáo khu) được đặt tên theo nông Lunner cũ (tiếng Norse cổ: Lunnar), do nhà thờ đầu tiên được xây dựng ở đây. 